# إيرين كيلي
إيرين كيلي (بالإنجليزية: Erin Kelly)‏ هي ممثلة أمريكية، ولدت في 21 أغسطس 1981 بسان دييغو في الولايات المتحدة.

## وصلات خارجية
- إيرين كيلي على موقع IMDb (الإنجليزية)
- إيرين كيلي على موقع ألو سيني (الفرنسية)
- إيرين كيلي على موقع أول موفي (الإنجليزية)
- إيرين كيلي على موقع إن إن دي بي (الإنجليزية)
- إيرين كيلي على موقع قاعدة بيانات الفيلم (الإنجليزية)
- إيرين كيلي على موقع كينوبويسك (الروسية)